# Wolfgang Hau
Wolfgang Hau, vollständiger Name: Wolfgang Jakob Hau-Faymonville, (* 21. August 1968 in Dillingen/Saar) ist ein deutscher Rechtswissenschaftler. Er ist seit 2017 Inhaber des
Lehrstuhls für Bürgerliches Recht und deutsches, internationales und vergleichendes
Zivilprozessrecht an der Ludwig-Maximilians-Universität München.

## Leben
Hau wurde 1968 in Dillingen/Saar geboren. Er studierte von 1988 bis 1990 an der Universität des Saarlandes, von 1991 bis 1991 an der University of Wales (Diploma in Legal Studies, Cardiff 1992) und von 1990 bis 1994 an der Universität Trier Rechtswissenschaften. 1994 schloss er mit dem ersten Staatsexamen ab.
1995 promovierte er an der Universität Trier (Dissertation Positive Kompetenzkonflikte im Internationalen Zivilprozeßrecht (1996)). Nach dem zweiten Staatsexamen 1997 war Hau für Rogers & Wells als Rechtsanwalt in Trier und Paris tätig; weiterhin arbeitete er bis 2003 zunächst als wissenschaftlicher Mitarbeiter, seit 1998 als wissenschaftlicher Assistent an der Universität Trier. 2002 habilitierte er sich an der Universität Trier bei Walter F. Lindacher (Habilitationsschrift Vertragsanpassung und Anpassungsvertrag (2003)); venia legendi für Bürgerliches Recht, Verfahrensrecht, Internationales Privatrecht und Rechtsvergleichung. 2003 erhielt er einen Ruf an den Lehrstuhl für Bürgerliches Recht, Zivilprozessrecht sowie Internationales Privatrecht an der Universität Passau als Nachfolger Hans-Joachim Musielaks.
Von 2008 bis 2010 war Hau Dekan der juristischen Fakultät und von 2010 bis 2014 Vizepräsident der Universität Passau.
Nachdem er Rufe an die Universitäten Bayreuth (2009) und Saarbrücken (2011) abgelehnt hatte, folgte Hau 2017 dem Ruf an die Ludwig-Maximilians-Universität in München. Seit 2016 ist er zudem im zweiten Hauptamt Richter am Oberlandesgericht München (25. Zivilsenat).

## Veröffentlichungen (Auswahl)

### Monographien
- Wolfgang Hau: Positive Kompetenzkonflikte im Internationalen Zivilprozeßrecht – Überlegungen zur Bewältigung von multi-fora disputes. In: Studien zum vergleichenden und internationalen Recht. Band 32. Verlag Peter Lang, Frankfurt/Main 1996.
- Angelika Fuchs, Wolfgang Hau und Karsten Thorn: Fälle zum Internationalen Privatrecht. In: Schriftenreihe der Juristischen Schulung. 3. Auflage. Band 146. Beck, München 2007.
- Wolfgang Hau: Vertragsanpassung und Anpassungsvertrag. In: Jus privatum. Band 83. Mohr Siebeck, Tübingen 2003.
- Wolfgang Hau und Walter F. Lindacher: Fälle zum Allgemeinen Teil des BGB. In: Schriftenreihe der Juristischen Schulung. 4. Auflage. Band 65. Beck, München 2005.
- Wolfgang Hau: Zwangsvollstreckungsrecht. In: Prüfe Dein Wissen. Band 13. Beck, München 2008.

### Kommentierungen
- Wolfgang Hau: §§ 2339–2352 BGB (Erbunwürdigkeit, Erbverzicht) und §§ 2371–2385 BGB (Erbschaftskauf). In: juris Praxiskommentar BGB. 4. Auflage. Band 5 (Erbrecht), 2008.
- Wolfgang Hau: Internationaler Geschäftsverkehr, Mietrecht sowie verfahrensrechtsrelevante Klauseln (Gerichtsstandsklauseln, Prozess- und Rechtsverfolgungskosten, Prozesskostenfinanzierung, Prozessvereinbarungen, Schiedsgerichtsklauseln, Schiedsgutachterklauseln, Schlichtungs- und Mediationsklauseln, Zwangsvollstreckung). In: Manfred Wolf, Walter F. Lindacher und Thomas Pfeiffer (Hrsg.): AGB-Recht. 2008.